# Aristolochia pseudotriangularis
Aristolochia pseudotriangularis là một loài thực vật có hoa trong họ Aristolochiaceae. Loài này được O.C.Schmidt mô tả khoa học đầu tiên năm 1935.